# František Xaver Jerie
František Xaver Jerie (1848 Jilemnice – 1913 Jilemnice) byl textilní podnikatel, mecenáš a dlouholetý starosta města Jilemnice.

## Životopis
František Xaver Jerie se narodil v Jilemnici v domě č. p. 10 do rodiny vlasteneckého starosty Dominika Jerieho, který nechal na Jilemnickou radnici instalovat roku 1854 opakovací hodiny. O mládí Františka Xavera Jerieho se však neví téměř nic. Již od 60. let 19. století se však velmi intenzivně angažoval ve veřejném dění. Roku 1860 například promlouval k 15 tisícům účastníkům tábora lidu u lesa Brabenec mezi Jilemnicí a Horní Brannou.
V roce 1879 spoluzaložil textilní firmu "Josef Gassner, Dominik Jerie, František Jerie" a později firmu převzal po otci. V roce 1885 byl zvolen do čela města po Václavu Vovesovi.
František X. Jerie začal práce na elektrifikaci města, gravitačním vodovodu ze Žalého a vydláždění ulic, tyto práce později dokončil starosta Karel Čermák. Dále se výrazně zasloužil o
- 1893 – stavbu nové městské radnice – dnes budova ZŠ Komenského
- 1896 – vybudování pošty v domě č. p. 281 (U Lejdarů) roku 1896
- 1896 – stavbu sokolovny v roce 1896
- 1897 – stavbu budovy dívčí školy 1897
- 1898 – vybudování železniční trati Martinice v Krkonoších – Rokytnice nad Jizerou
- 1900 – stavbu občanské záložny
- 1908 – regulaci Jilemky [pozn. 1]
- 1908 – založení městské spořitelny
- 1911 – 1912 – stavbu budova výchovny České zemské komise pro ochranu dítek a péči o mládež
- 1913 – vybudování jilemnického gymnázia

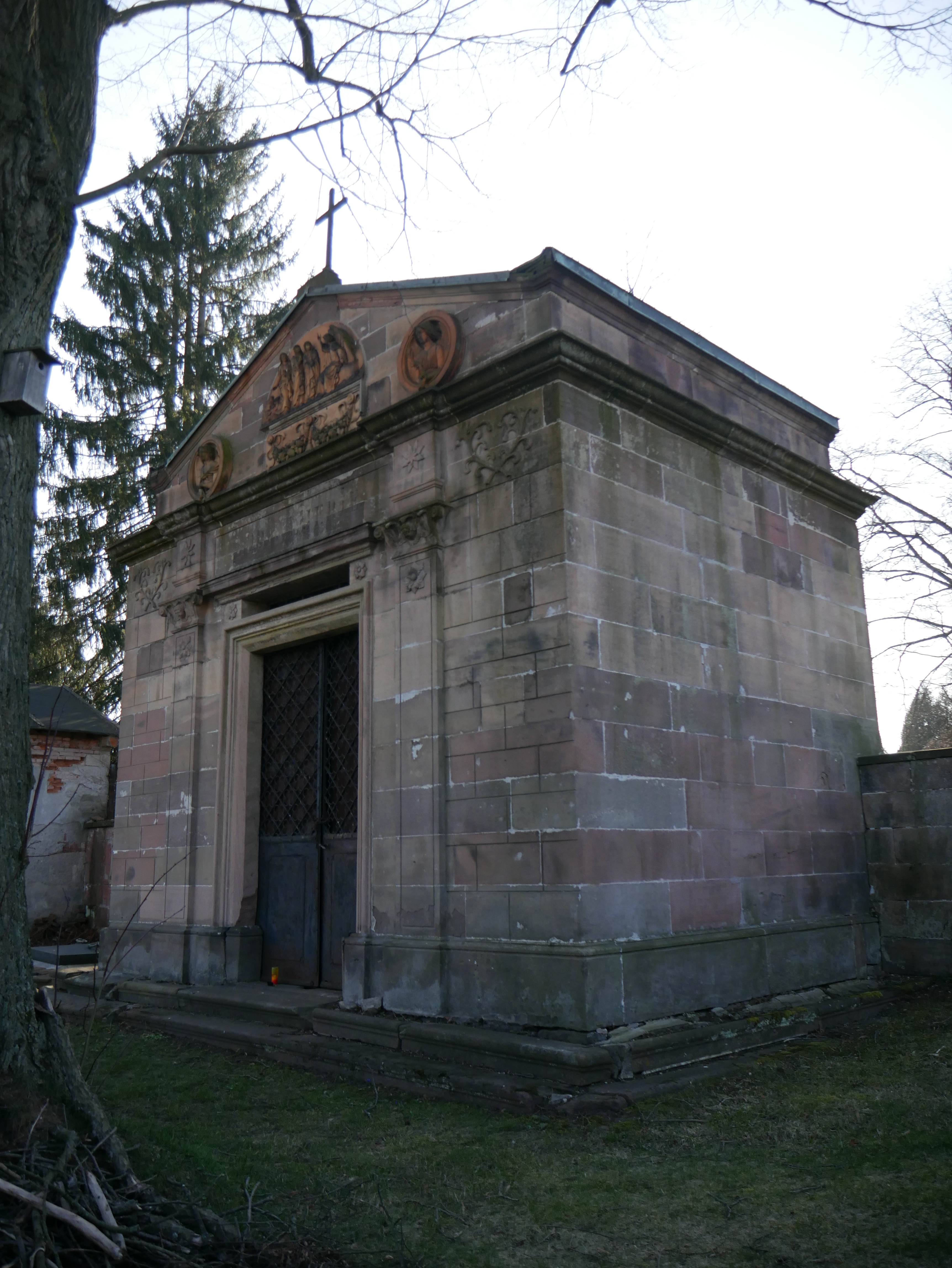
Jeriova hrobka na jilemnickém hřbitově postavená J. Vejrychem

V roce 1889 zastupoval město Jilemnice na zakládání jilemnického odboru Klubu českých turistů a dokonce propůjčil prostory jilemnické kanceláře. Jerie podporoval výlety jilemnického odboru nejen finančně, ale také svojí přítomností jakožto starosty na společenských večerech pořádaných pro hosty odboru. Stalo se tak například na srpnovém výletě do Krkonoš v roce 1894: 
„Při společné večeři ujal se nejdříve slova starosta města, pan František Jerie, jenž vysloviv potěšení nad tím, že Klub tentokráte do kraje Jilemnického výlet svůj určil vítá slovy srdečnými všechny účastníky…"
František Jerie se velmi rád účastnil výletů pořádaných KČT a byl za to oceňován nejen od místních, ale i od dalších výletníků z celé republiky. Během jeho starostování se také ustanovuje v roce 1895 Český krkonošský spolek SKI a roku 1897 se konají v nedalekých Dolních Štěpanicích první mezinárodní závody.
Pro Jilemnici mimořádně výhodné bylo i jeho přátelství s architektem Janem Vejrychem. V letech 1908 – 1913 vytvořil Jan Vejrych šest prací vztahujících se k Jilemnici. Projekty budov městské spořitelny, dívčí školy a hrobky Jeriovy rodiny byly zrealizovány, naopak dostavba kostela svatého Vavřince či přestavba a přístavba obecné a měšťanské chlapecké školy se nikdy realizace nedočkaly. Jedna z jeho prací byl návrh výchovny České zemské komise pro ochranu dítek a péči o mládež, budova však byla nakonec postavena v letech 1911–1912 na návrh architekta Matěje Blechy.
Za své zásluhy byl odměněn rakouskou vládou, když v roce 1908 obdržel Rytířský kříž řádu Františka Josefa. Byl také jmenován čestným občanem města Jilemnice.
Na závěr svého života se však dočkal František Xaver Jerie nevděku. Roku 1912 mu byla vyslovena nedůvěra a nebyl nadále zvolen starostou města. Odešel do ústraní a zemřel roku 1913 v chudobě, protože svůj značný majetek vložil do nejrůznějších fondů, finančních podpor i projektů a iniciativ svého města. Protože byl již předtím jmenován čestným občanem města, uspořádala mu Jilemnice nakonec alespoň důstojný pohřeb. Nedlouho po něm zemřela i jeho žena a město jí vystrojilo pohřeb z peněz chudinského fondu, který založil její muž.

## Vyznamenání
- Řád Františka Josefa V. třídy, 1908